# MC 스나이퍼
MC 스나이퍼(MC Sniper, 본명: 김정유, 1979년 2월 8일 ~ )는 대한민국의 래퍼이다.

## 생애

### 언더그라운드 활동
MC 스나이퍼는 충청북도 제천 출생으로, 레코드점을 운영했던 어머니 덕분에 중학생때부터 음악에 관심을 가지게 되었고, 그러던 중 "삼핑캠프"라는 일본 힙합 공연 동영상을 보면서 힙합에 빠져들게 되었다. 1998년, 그는 클럽 마스터플랜의 무대를 통해 첫 공연을 하였으며, 돕보이즈 패거리의 멤버로 들어갔으나 얼마 지나지 않아 독자적인 노선을 걷기로 하면서 탈퇴, 자신의 크루 스나이퍼 대군단 (또는 Sniper'z)를 조직하였다. Skul1 (당시 스토니 스컹크)과의 친분은 이때 처음 만들어졌다. 스나이퍼 대군단은 2000년 경까지 활동하였으며, 이후 멤버의 재편성을 거쳐 Buddha Baby로 거듭났다.
〈힙합에 이 한 몸 바치리〉, 〈기생일기〉 등의 곡으로 활동하던 그가 처음으로 앨범에 참여한 것은 《喜入合(희입합)》으로, 여기에서 그는 민중 가요인 노찾사의 〈솔아 솔아 푸르른 솔아〉를 샘플링한 곡 〈솔아 솔아 푸르른 솔아〉를 실었다. 이러한 사회적 주제와 시적인 비유로 가득한 가사를 만들던 그에게는 "힙합의 음유시인", "민족 MC" 등의 별명이 점차 붙게 되었다. 이를 통해 언더그라운드에서 적지 않은 인기를 얻은 그는, 여세를 몰아 포니캐년 코리아와 계약하고 2002년 메인스트림 진출 앨범을 내게 되었다.

### 메인스트림 활동
2002년 5월 발표된 그의 첫 앨범의 타이틀곡은 이미 언더그라운드에서 활동했던 곡 〈솔아 솔아 푸르른 솔아〉였으나, 그의 인기는 후속곡 BK Love에서 더욱 크게 늘어났다. 그 해 12월 발표된 스페셜 앨범에는 이때까지 대외적으로 많은 활동을 보이지 않았던 Buddha Baby 멤버들의 곡이 실려 어느 정도 그들을 대중에게 소개하는 역할이 되었다. 그는 여기서 또 쉴틈 없이 작업하여, 2003년 5월 2집을 발표하였다.
그런데 2집이 발표되기 직전인 4월, Deegie의 새 앨범에 MC 스나이퍼 디스곡 〈난 니가 정말 싫어〉가 수록되어 발표되면서 큰 파장이 일어났다. Deegie는 1차적인 디스 이유를 MC 스나이퍼의 언행일치 안 되는 태도라고 얘기하였으며, Deegie의 팬들은 물론 이에 동조하는 사람들이 생겨났고, 여기에 기존의 안티팬들이 합세하면서 MC 스나이퍼의 안티팬 수는 크게 늘어났다. 그 때문인지, 2집은 매니아들 사이에서 비평적으로 좋은 평을 많이 받지는 못하였다.
2004년 들어 그는 존경하는 뮤지션이라 밝힌 류이치 사카모토 와의 합작 Undercooled를 발표하였으며, 3월에는 3집을 발표하고, 6월에 들어 군입대를 위한 고별 무대를 가졌다. 한달 후 그는 공익근무요원으로 병역의무를 시작하였고, TV 출연은 중단되었지만 그래도 비공식적인 활동은 이어나갔는데, 그 중 대표적인 것 중 하나로 D.O. 앨범 참여가 있었다. 더불어 자신의 레이블 Sniper Sound의 설립에 이어 배치기를 시작으로 Buddha Baby 소속 가수들이 데뷔할 수 있도록 앨범 프로듀싱 등의 도움을 주었다. 복무 생활 말기에는 배치기의 〈마이동풍〉 뮤직비디오 감독을 맡아 처음으로 뮤직비디오 감독 경력을 쌓기도 하였다.

### 공익근무 완료 후
2006년 8월 소집해제 후에도 그는 바쁘게 움직여, 일본 음악 축제 "Friends of Love the Earth 2006"의 한국 대표로 참여하는 것을 시작으로 자신 앨범 제작에 착수, 2007년 3월 3년 만에 새 앨범을 발표하였다. 이 앨범의 타이틀 곡인 〈봄이여 오라〉는 "Friends of Love the Earth"에서 만난 마츠토야 유미의 곡을 샘플링한 것이었다. 이후로 그는 여러 공연에 참여하였으며, 원썬, Rhymer의 앨범에도 피쳐링 참여하였다. 물론 크루 멤버들의 지지도 게을리하지 않아, Outsider 1집의 프로듀싱을 맡았다.
그의 앨범은 2007년 12월 싱글과 2009년 11월 정규 앨범이 하나 나왔다. 타이틀곡 〈마법의 성〉은 발매일 당시 싸이월드 뮤직차트 1위에 랭크되는 인기를 누리기도 하였다. 앨범 활동 마무리 후 그는 다시 Sniper Sound 운영에 매진하였으며, 같은 레이블 식구들의 앨범에 참여하는 것은 물론 Outsider, Illinit의 앨범을 프로듀싱하였다. 또 2010년에는 Illinit과 〈만우절 (mirror)〉라는 싱글을 발표하기도 하였다.

### 현재
2011년 1월, MC 스나이퍼는 새 디지털 싱글 Break Away를 발매했다. 이 곡은 일본의 Nieve & Cook의 노래 Chronic Intoxication(Ryoko Anan Natsu no Yuki)의 한국어 버전으로 한국, 미국, 일본 각국의 뮤지션이 같은 음악에 자신만의 개성을 드러내는 프로젝트의 일환으로 제작되었다. 그의 여섯번째 앨범에 대한 소식은 3월에 알려졌는데, 20트랙으로 이루어져있고, 방송이 아닌 언더그라운드 활동이 시작점이 될 것이라고 밝힌 바 있었다. 한편 2011년에 들어 작년부터 4세 연하인 한 여성과 열애를 하고 있음이 기사화되기도 하였다. 4월에 공개된 그의 오랜만의 정규 앨범이었던 6집 Full Time에는 그간 "껄끄러웠던" 관계를 이어온 비도승우와 디지의 피쳐링이 있어 이슈가 되었다. 또한 미리 예고된 대로 활발한 활동을 펼쳐, 수록곡 중 다섯 곡이 뮤직비디오가 제작되었다. 2012년 6월 엠넷에서 기획한 오디션 프로그램 《쇼미더머니》의 출연자로 합류하여 방송을 탔다.
2013년 들어서는 스나이퍼 사운드의 새로운 프로젝트를 이끄는 한편, 4살 연하의 여자친구와 결혼을 발표하였다. 그러나 이즈음 아웃사이더가 스나이퍼 사운드에게 정산을 제대로 받지 못하였다며 전속계약 해지를 위해 소송을 걸었고, 몇 차례의 합의를 위한 만남이 결렬되면서 법정 싸움이 장기화되어 팬들의 우려와 걱정을 샀다. 한편 MC 스나이퍼는 트위터를 통해 스나이퍼 사운드와 별개로 새로운 크루 활동을 준비 중이라고 밝혔고, 곧이어 주석의 레이블 Finest Records와 손을 잡고 SF League라는 이름 아래 합동 공연을 열었으며, 11월 24일 결혼식을 올렸다.
현재는 스나이퍼사운드 경영을 전문경영인한테 맡기고 비카이트를 설립하였다.
2018년 마이너스 일집이라는 이름의 정규앨범을 발매했는데 명반이다 QM과 테이크원이 피쳐링이 압권.
대표곡: 기생일기, 솔아 솔아 푸르른 솔아, BK Love, 한국인, Gloomy Sunday, Better than Yesterday, For You, 봄이여 오라, 마법의 성, Break Away, Push It, 할 수 있어, 콜라병, 사랑비극, Do or Die, U.F.L (Unfinished Love)

## 음반 목록

### 앨범
- 2002년 5월 15일 So Sniper... LP
- 2002년 12월 27일 MC Sniper Limited Edition 스페셜 앨범
- 2003년 5월 15일 《초행(初行)》 LP
- 2004년 3월 18일 Be in Deep Grief LP
- 2007년 3월 5일 《넌 얼마나 절실하니 (How Bad Do U Want It?)》 LP
- 2007년 12월 23일 For You 싱글
- 2009년 11월 17일 Museum LP
- 2010년 9월 17일 2010 Snipersound Pt.3 《하쿠나 마타타》 디지털 싱글
- 2011년 1월 27일 Break Away 디지털 싱글
- 2012년 4월 3일 Push It 디지털 싱글
- 2012년 4월 13일 Full Time LP
- 2012년 8월 13일 Show Me the Money 디지털 싱글
- 2013년 8월 8일 Not in Stock pt.4 디지털 싱글
- 2014년 9월 5일 B-kite 1 미니앨범
- 2015년 3월 2일 사랑비극 디지털 싱글
- 2015년 5월 14일 Take The Chance 디지털 싱글
- 2015년 9월 10일 U.F.L (Unfinished Love) 디지털 싱글
- 2015년 11월 5일 B-kite 2 미니앨범
- 2017년 1월 19일 뒤로 가는 남과 여 디지털 싱글
- 2019년 4월 5일 마이너스 1집 (부제 : 40) LP
- 2019년 9월 30일 뒤로 가는 남과 여 (RETRO REMIX) 디지털 싱글
- 2019년 12월 30일 니 목소리 디지털 싱글
- 2020년 7월 21일 펭귄 디지털 싱글

### 합작
- 2012년 6월 13일 나윤권, MC 스나이퍼, 더 치어스 `MBC뮤직 MM Choice Part.1` 디지털 싱글
- 2012년 12월 11일 MC 스나이퍼, 취랩 `Geto Christmas` 디지털 싱글
- 2015년 5월 11일 MC 스나이퍼, 김구 `다시, 남자` 디지털 싱글
- 2016년 1월 11일 MC 스나이퍼, 비도승우, 송래퍼 `Feel Like Yesterday` 디지털 싱글
- 2016년 3월 11일 MC 스나이퍼, 비도승우, 송래퍼 `Fxxx all ya` 디지털 싱글

## 음악 스타일
"힙합의 음유시인"이라는 별칭이 따라붙을 정도로 그의 가사는 상당히 함축적인 비유를 많이 사용한다. 물론, 〈안양 1번가〉 같은 직설적인 곡도 있으나, 그의 가사를 한 번 읽고 정확한 의미를 캐치하기는 쉬운 일은 아니다. 주제는 스스로를 돌아보는 자아 성찰적인 가사도 많으나, 사회적인 문제를 비판하는 가사가 많아, 그를 유명하게 만든 〈솔아 솔아 푸르른 솔아〉 (노동 환경)부터 〈기생일기〉 (성매매 업종 종사자들의 환경), 〈개구리 소년〉 (개구리 소년 실종 사건), 〈49제 진혼곡〉 (낙태 문제), Seoul Station (노숙자 문제), 〈고려장〉 (방치된 독거노인 문제) 등등 여러 곡에서 그러한 주제 의식을 찾아볼 수 있다.
한편 MC 스나이퍼는 수많은 비트를 프로듀싱하기도 하였는데, 그의 비트는 물론 다양한 스타일이나, 여러 곡에서 오케스트라 연주를 포함시키는 등 현악기의 비율이 눈에 띄게 크다. 더불어, 그의 비트 작업은 주로 샘플링에 기반을 두고 있고, 원곡의 멜로디 비중이 크나 최대한 세션 연주를 통해 다른 스타일로 탄생시키려 노력하는 편이다.

## 비판
MC 스나이퍼에 대한 비판은 Deegie가 첫 디스곡을 발표한 2003년부터 커지기 시작하였다. 처음 비판 내용은 Deegie의 증언에 따라 "언행일치가 되지 않는 MC"라는 것이 주를 이뤘다. 그러던 것이 시간이 지나면서 그의 음악성에 대한 의문이 나오기 시작하였다.
비판점은 첫째로 그의 가사에 있었다. 특징적으로 시적인 비유로 가득한 편이었던 그의 가사는, 매니아들 사이에서는 '허세'라거나 '공감을 사지 못하고 메시지 전달이 안 되는 나쁜 가사'라는 평을 받았다. 또 그의 비트는 여러 면에서 식상하며, 특히 힙합 비트의 힘을 좌우하는 드럼 라인의 경우 거의 전곡에서 같은 박자와 음의 드럼을 사용하여 듣는 재미가 없다는 것이다. 마지막으로, 현란함 대신 단순하고 안정적인 면만을 강조한 그의 랩 플로우로 인해 지루하고 단조롭다는 평도 많이 받는 편이다. 이렇듯, 여러 면에서 그의 음악 스타일은 공격 받고 있으며, 때로는 MC 스나이퍼나 Buddha Baby 팬이라면 무시하는 편견도 매니아들 사이에서 퍼지고는 하였다.
한편 그가 외부 MC와 작업을 거의 하지 않고 Buddha Baby 내에서만 콜라보를 하는 것에 대해서도 폐쇄적이라며 비판하는 이들이 많았는데, 이에 대해 그는 "필요성을 여태껏 느끼지 못했고, Buddha Baby에 극한되는 것은 동생들과 어울려 랩하는 걸 즐기기 때문이다"라고 밝혔다. 하지만 2012년에 발매된 6집을 기점으로는 외부 뮤지션들과도 많은 교류를 가지는 편이다.

### 디스

#### Deegie의 디스
Deegie는 첫 번째 부틀렉 《417일간의 세계일주》의 수록곡 〈난 니가 정말 싫어〉를 통해 MC Sniper를 디스하였다. 이 곡은 〈나 이제 알 것 같아, 얼마나 널 사랑했는지..〉라는 피아노 연주곡에 붙어있는 히든 트랙이다. 디지는 디스의 이유에 대해, “‘기생일기’ 등의 노래를 부르면서 여자들의 권리를 생각해주는 척 하다가 ‘냄비’ 등의 말을 쓰는걸 보고 언행일치가 되지 않는 모습에 화가 났다”라고 밝혔다. MC Sniper의 반격은 없었으나, 2004년에 발매된 3집 Be In Deep Grief에 수록된〈대화〉라는 곡에 짧게 디지의 디스에 대해 "그래봐, 디지의 디스는 튼튼한 정신과 육신을 지닌 외침이 아닌 혼자 살고자 발목을 잡은 처신"이라고 언급하였으며, 같은 앨범의 <Scarface>라는 곡에서는 "언행일치는 1인치 세치 혓바닥의 개소리"라고 언급하기도 하였다. 한편 Deegie의 이 디스곡은 MC 스나이퍼의 안티팬의 수가 늘어나는 계기가 되었다.
한편으로 Deepflow는 조성빈의 EP 참여곡 Highly Illogical에서 이 디스전을 "저격수와 자칭 또라이 둘의 말싸움"이라고 표현하며 비판하였고, Addsp2ch의 곡 〈어드스피치〉에도 "언행일치를 외치며 미친 척 하는 MC는 가라"라고 하여 이 디스전 내에서의 Deegie를 연상케하였다. 하지만
디스전이 시작된지 8년 후인 2012년 발매된 MC 스나이퍼의 6집에 수록된 Call Me라는 단체곡에는 디지가 피쳐링으로 참여하여 많은 이들의 주목을 받았으며, 이를 두고 현재 팬들과 매니아들 사이에선 "둘이 서로 화해한 것 아니냐"는 말들이 나오고 있다. 이후 HIPHOPLE 토크 콘서트에서 스나이퍼는 디지와 함께 술자리를 가지면서 서로 있었던 오해를 풀고 현재는 친한 사이로 지내고 있다고 밝혔다.

#### 최자의 디스
다이나믹 듀오의 최자는 2006년 4월 발매된 TBNY 1집 참여곡 〈차렷〉에서 MC 스나이퍼를 디스하였다. MC 스나이퍼를 디스한 가사는 네 줄 뿐이었으나 "시를 읊듯 랩을 재미없게해"라는 직설적인 비판과, "태극기를 흔들며 민족혼을 자극하지만, 실제로 그의 회사는 일본 회사라 앨범 수입 일부는 일본에 간다"라며, 본사를 일본에 둔 포니캐년 코리아 소속인 MC 스나이퍼를 겨냥한 것이 확실하다는 매니아들의 의견이 뒤를 이었다. TBNY 측은 인터뷰를 통해 "특별히 구체적인 대상이 있는 게 아니라, 그때[2002년] 월드컵 열기에 편승해서 민족주의나 애국심을 자극하는 뮤지션 뿐만이 아니라, 언론도 그렇고 광고도 그렇고 그런걸 다 싸잡아서 욕 하는 거"라고 해명하였으나 논란은 사그라들지 않고, 오히려 시원하게 밝혀주지 않는다는 매니아들의 질타가 뒤를 이었다. 또 이후, 배치기의 탁이 많은 영감을 주었던 최자가 그러한 가사를 쓴 것에 대해 아쉬움을 표하기도 하였다. 이후 스나이퍼는 HIPHOPLE 토크 콘서트에서 정확한 사정은 기억이 나지 않으나 타이거 JK의 중재로 최자와 만나 화해하였고, 현재는 Movement와 별다른 감정 없이 지내고 있다고 밝혔다.
한편, 2006년 발표된 Stony Skunk의 Buffalo 2006에서는 정확히 밝혀지지 않은 누군가를 디스하는데, 많은 팬들은 가사 내의 비유와 여러 정황을 따져, 친분 관계가 두터운 MC 스나이퍼의 편에 서서 최자를 디스하는 곡일 것이라고 추측하였다.

#### 기타
- 9단지 독서실 2집에 참여한 Queer Duck은 참여곡 〈캐간지〉에서 MC 스나이퍼를 "눈이 먼 저격수"라고 표현하며 "전혀 티 안 나게 젖어 버린 군인의 셔츠를 논한다/봄이여 오란다 태극기를 흔들며 사랑을 노래한다" 등의 가사로 그를 디스하였다.

같은 곡에는 ABC-ROW의 아웃사이더디스구절도 있다.
- 수많은 아마추어 MC들이 MC 스나이퍼를 디스하였으며, 이 중 몇몇은 현재 데뷔를 하였거나 어느 정도 유명세를 타기도 하였는데, Csp와 KeyReal의 디스곡 Last Impact나 김콤비의 KCB BLESS YOU 등이 있다.

#### 반격에 대한 추측
MC 스나이퍼는 〈대화〉에서 Deegie를 언급한 것을 제외하면 반격을 하지 않았다고 해도 무방할 만큼 어떤 공식적인 반응도 보이지 않았다. 하지만 많은 디스, 특히 Deegie와 최자의 공격을 받은 그였기에, 그가 공격적인 어조로 가사를 쓴 곡들은 디스에 대한 반격이 아닐까 하고 팬들 사이에서 추측이 많았다. 예를 들어, 2집 수록곡 Champion은 Deegie를 향한 디스곡이라는 추측이 있었으며, 4집 수록곡 〈모의 태〉는 최자를 겨냥했다는 추측이 있었다 (특히 CBMASS의 곡 제목 Mr. Liar와 후렴구가 겹치는 데에서).
가장 디스곡으로 추측이 컸던 것은 〈안양 1번가〉였는데, 비록 가사는 누군가를 향한 적대적인 가사가 아닌 스토리텔링이었지만 시기상, 그리고 가사 중 "원형 탈모증", "차렷 경례" 등등의 구절 때문에 최자를 겨냥한 곡이 아니냐는 루머가 크게 퍼졌다. 하지만 이 곡은 MC 스나이퍼 개인적으로 겪었던 일을 노래화하여 만든 곡이라는 의견이 있었으며, 그 근거로 MC 스나이퍼가 자신의 공식 팬 카페에 올린, 노래 내용과 딱 맞는 2006년 작성 일기글이 있었다.
2012년 HIPHOPLE 토크 콘서트 무대에서 MC 스나이퍼는 이러한 추측들에 대해 직접적인 언급을 하지 않았으나, 디지에 대한 반격은 하지 않았고 다만 〈대화〉에서 거론했을 뿐이다 라고 밝혀 여타 곡들이 디스곡이라는 추측에 대해 간접적으로 부정하였다. 특히 〈안양 1번가〉는 최자의 디스가 아니며 전부 픽션이 아닌 실화로 매우 힘들었던 경험을 담은 것이라고 말하였다.

## 이슈

### 아웃사이더와의 법정 분쟁
2013년 7월 1일 아웃사이더는 스나이퍼 사운드의 전속계약 해지 신청과 함께 법원에 미정산금에 대한 청구소송을 제기했으며, MC스나이퍼 측 역시 아웃사이더를 상대로 소속사의 동의 없이 발매를 앞둔 4집에 대한 음반 활동 금지 가처분 신청을 제기, 맞소송에 나서며 그간 두 사람 사이의 깊어진 감정의 골이 수면 위에 드러났다. 특히 양 측은 모두 원만한 합의를 원하고 있다면서도 전속계약 및 미정산금 문제를 놓고 팽팽한 입장 차를 보이고 있어 갈등이 쉽사리 해결되지는 않을 전망이다. 아웃사이더 측은 관계자는 "그간 스나이퍼사운드와 1~3집을 내며 생긴 음반 및 음원 수익, 방송, CF, 행사 출연료, 저작권료 등을 계약서대로 정산을 받지 못했다"며 "현재 미정산금만 1억 원이 넘는다. 이와 관련 여러 차례 내용증명도 보냈지만 제대로 된 답을 듣지 못했고 이에 법적 소송으로까지 이르게 됐다"고 주장했다. 특히 이 관계자는 "정산금을 받고자 소장을 낸 것은 아니다. 정산하는 과정에서 깔끔하게 마무리 되지 못한 부분을 투명하게 정리하고 싶어서이다. 변호인을 통해서도 공식입장을 밝히겠지만 선후배 사이에 맞소송으로까지 불거지고 대외적으로 알려진 것에 대해서는 안타깝게 생각한다. 계약 이행에 대해서는 잘못한 부분이 없지만 도의적인 차원에서 문제가 되는 점이 있었다면 서로 잘 마무리하고 싶다"고 말했다.
그러나 MC 스나이퍼 측은 미정산금이 1억이 아닌 4000만원이며 이미 지급 의사를 전달했다고 반박하였으며, 아웃사이더가 아직 한 장의 앨범 계약이 남아있는 상황에서 동의 없이 음반 기획사를 설립하고 방송 출연 및 음반 출시 등의 독단적인 활동을 펼치고 있다고 덧붙였다. 이에 아웃사이더 측은 엠넷 '쇼미더머니' 출연 건과 관련해선 엠넷 측과도 협의 하에 최종 출연 여부에 대해 이야기를 했기 때문에 독단적으로 출연한 것이 아니며, 최근 아웃사이더가 설립한 아싸 커뮤니케이션즈는 기존에 있던 그의 레이블에 이름만 바꾼 것으로 기획사가 아닌 독립적인 사업체로 이 또한 MC스나이퍼 측에 이야기를 하고 진행했던 부분이라고 반박했다. 팬들은 항상 친한 선후배로 알려졌던 MC 스나이퍼와 아웃사이더 사이의 벌어진 이런 갈등에 당혹하는 반응이 많았다. 이후 정산금 조정을 위해 10월에 있었던 협상마저 결렬되면서 분쟁이 장기화될 것을 예고하였다. 2013년 8월 발표된 스나이퍼 사운드의 새 싱글 Not in Stock pt.4: MC Sniper - Y는 이러한 사건을 배경으로 아웃사이더를 타겟으로 한 곡이라는 의견이 많다. 그러던 중 2015년 3월 6일, 극적으로 분쟁이 합의되었는데, 아웃사이더가 MC 스나이퍼가 운영하던 기획사 스나이퍼 사운드에서 발표한 음원의 사용 권한을 갖는 내용 등으로 합의점을 찾았다고 하며, 관계자의 말에 따르면 “2차 조정까지 결렬됐지만 선배 뮤지션 및 가요 관계자들의 적극적인 중재와 권유로 3차 조정에서 MC 스나이퍼와 아웃사이더가 그간의 잘못과 오해를 서로 인정하고 극적인 합의에 이르렀다”고 한데 이어 “구체적인 합의 내용은 밝힐 수 없지만, 2년에 걸친 싸움으로 양쪽 모두 힘들었던 만큼 앞으로의 음악 활동을 위해 한 발씩 양보했다”고 밝혔다.

### 갑질 및 폭행 혐의
과거 스나이퍼 사운드 소속 힙합 듀오였던 배치기는 2019년을 시작으로 MC 스나이퍼에 의해 수차례 폭행을 당했다는 사실을 폭로하였다. 이후 배치기의 멤버 탁은 2022년 10월 18일 유튜브와 음원사이트를 통해 MC 스나이퍼의 폭행과 부당한 행위를 폭로한 <Lost>이라는 곡을 발표하였다. 이와 함께 과거 스나이퍼 사운드 소속 아티스트인 KTCOB의 멤버 한 명이 MC 스나이퍼의 폭행으로 인해 고막에 크게 부상을 입었다고 폭로하기도 하였다. 
이에 MC 스나이퍼는 자신이 배치기의 탁에게 폭행을 가한것은 인정하였으나 동시에 갑질 및 부당한 수익 정산 혐의는 부정하였고 추가적으로 배치기의 탁이 대마초를 흡연한다고 주장하였다. 이에 10월 26일 배치기 멤버 탁은 <못>이라는 곡을 발표하여 자신에게 제기된 대마초 혐의를 전면 부인하였으며, 본인은 흡연 행위 자체를 하지 못하기 때문에 대마초 흡연 역시 불가능하다고 강조했다. 이후 MC 스나이퍼 측에서는 어떠한 입장 표명도 하지 않았다. 탁은 MC 스나이퍼가 대마초를 찬양하는 언행을 보였고 음주운전 전과가 있다고 주장하기도 하였으나, 이에 대해서도 MC 스나이퍼는 대응하지 않았다. 
배치기를 비롯한 과거 스나이퍼 사운드 소속 가수들의 폭로로 드러난 폭행 혐의, 그리고 논란에 대한 부적절한 대응으로 인해 MC 스나이퍼의 이미지는 크게 실추되었으며 이후 적극적인 음반 활동을 잠정 중단하고 유튜브와 SNS를 위주로 활동하고 있다.

## 종교
MC 스나이퍼는 불교 신자로 많이 알려져있기도 하다. 그의 노래 및 작품에는 불교적인 성향이 은근하게 가미되어있는데, 예를 들어 2집 앨범 《初行》의 타이틀곡 〈한국인〉의 뮤직비디오에 경주시 불국사에서 촬영한 장면이 삽입된 점, 같은 앨범에 〈49제 진혼곡〉이라는 노래가 실린 점, 이끄는 크루 이름이 Buddha Baby인 점, 3집 Be in Deep Grief 자켓에 연꽃이 그려져 있는 점, 그리고 그 앨범의 수록곡 〈신의 시〉에서 '나는 불교 신자'라는 가사가 있는 점 등에서 보인다. 특히 연꽃 무늬는 MC 스나이퍼의 상징물이라 할 정도로 MC 스나이퍼의 앨범에 꼭 나오며, 1집 〈So Sniper...〉에 수록된 〈BK Love〉라는 곡의 뮤직비디오에선 연꽃 무늬가 그려진 방에서 MC 스나이퍼가 노래를 하는 장면이 실려 있기도 하다. 또한 MC 스나이퍼 자신의 왼쪽 팔에는 연꽃 문신이 새겨져 있다.